# Першинский сельсовет (Белозерский район)
Першинский сельсовет — упразднённые административно-территориальная единица и муниципальное образование (сельское поселение) в Белозерском районе Курганской области.
Административный центр — село Першино.
9 января 2022 года сельсовет был упразднён в связи с преобразованием муниципального района в муниципальный округ.

## История
Образован в ноябре 1919 года в Тебенякской волости Курганского уезда.
Постановлениями ВЦИК от 3 и 12 ноября 1923 года в составе Курганского округа Уральской области РСФСР образован Белозерский район, который 17 января 1934 года включён в состав Челябинской области, а 6 февраля 1943 года в состав Курганской области.
14 июня 1954 года Першинский сельсовет объединён с упразднённым Тюменцевским сельсоветом.
1 февраля 1963 года Белозерский район упразднён, Першинский сельсовет включён в состав Каргапольского сельского района.
3 марта 1964 года Першинский сельсовет включён в состав Кетовского сельского района.
12 января 1965 года вновь образован Белозерский район.

## Население
| 1926 | 1989  | 2002  | 2004  | 2010 | 2012 | 2013 |
| ---- | ----- | ----- | ----- | ---- | ---- | ---- |
| 2108 | ↘1206 | ↘1191 | ↘1174 | ↘987 | ↘971 | ↘942 |
| 2014 | 2015  | 2016  | 2017  | 2018 | 2019 | 2020 |
| ↘926 | ↘917  | ↘915  | ↗920  | ↘917 | ↘915 | ↘900 |

## Состав сельского поселения
| № | Населённый пункт | Тип населённого пункта       | Население |
| - | ---------------- | ---------------------------- | --------- |
| 1 | Бунтина          | деревня                      | ↘102      |
| 2 | Першино          | село, административный центр | ↘638      |
| 3 | Тебеняк          | деревня                      | ↘83       |
| 4 | Тюменцева        | деревня                      | ↘164      |

## Местное самоуправление
Администрация сельсовета
641353, Курганская область, Белозерский район, с. Першино, ул. Колхозная, 8.